# Eurovision Song CZ 2018
La prima edizione di Eurovision Song CZ si è tenuta il 29 gennaio 2018 e ha selezionato il rappresentante della Repubblica Ceca all'Eurovision Song Contest 2018 a Lisbona.
Il vincitore è stato Mikolas Josef con Lie to Me.

## Organizzazione

### Format
Dopo l'insuccesso all'Eurovision Song Contest 2017, in cui la rappresentante ceca era stata selezionata internamente, l'emittente nazionale ČT ha deciso di istituire una nuova selezione nazionale per coinvolgere il pubblico nella scelta del rappresentante nazionale eurovisivo.
Il vincitore è stato decretato da una combinazione di voto di una giuria internazionale di dieci persone e il voto online del pubblico. Il vincitore è stato annunciato in live streaming il 29 gennaio 2018.

### Giuria
La giuria internazionale per Eurovision Song CZ è stata composta da:
- Armenia – Iveta Mukuchyan (Rappresentante dell'Armenia all'Eurovision Song Contest 2016)
- Australia – Dami Im (Rappresentante dell'Australia all'Eurovision Song Contest 2016)
- Austria – Nathan Trent (Rappresentante dell'Austria all'Eurovision Song Contest 2017)
- Bielorussia – Navi (Rappresentanti della Bielorussia all'Eurovision Song Contest 2017)
- Finlandia – Norma John (Rappresentanti della Finlandia all'Eurovision Song Contest 2017)
- Israele – Liora Simon (Rappresentante dell'Israele all'Eurovision Song Contest 1995)
- Italia – Jalisse (Rappresentanti dell'Italia all'Eurovision Song Contest 1997)
- Moldavia – SunStroke Project (Rappresentanti della Moldavia all'Eurovision Song Contest 2010, con Olia Tira e nel 2017)
- Serbia – Sanja Vučić (Rappresentante della Serbia all'Eurovision Song Contest 2016)
- Svezia – Robin Bengtsson (Rappresentante della Svezia all'Eurovision Song Contest 2017)

## Partecipanti e risultati
ČT ha ricevuto in totale oltre 400 proposte, 36 delle quali provenienti da musicisti cechi. L'emittente ha rivelato i nomi degli artisti partecipanti l'8 gennaio 2018, pubblicando anche i relativi brani online. Mikolas Josef ha vinto la selezione con la sua Lie to Me, arrivando primo sia nel voto della giuria che nel voto del pubblico ceco.
| Artista       | Canzone            | Autori                                     | Giuria | Giuria | Pubblico | Totale | Posto |
| Artista       | Canzone            | Autori                                     | Voti   | Punti  | Pubblico | Totale | Posto |
| ------------- | ------------------ | ------------------------------------------ | ------ | ------ | -------- | ------ | ----- |
| Debbi         | High on Love       | Ellie Wyatt, Jon Hällgren, Mahan Moin, DWB | 56     | 6      | 3        | 9      | 2     |
| Doctor Victor | Stand Up           | Doctor Victor                              | 30     | 3      | 1        | 4      | 6     |
| Eddie Stoilow | We Rule This World | Jan Žampa, Jan Martínek                    | 27     | 2      | 2        | 4      | 5     |
| Eva Burešová  | Fly                | Václav Noid Bárta, David Vostrý            | 27     | 2      | 6        | 8      | 3     |
| Mikolas Josef | Lie to Me          | Mikolas Josef                              | 68     | 8      | 8        | 16     | 1     |
| Pavel Callta  | Never Forget       | Pavel Callta                               | 34     | 4      | 4        | 8      | 4     |